# レッド・マスカラ
レッド・マスカラ（Red Mascara）ことジョセフ・ロッコ・マスカリ（Joseph Rocco Mascari, 1922年7月7日 - 2015年6月20日）は、アメリカ合衆国で20世紀後半から21世紀初頭に活動したソングライター、政治活動家。ニュージャージー州フィリップスバーグ出身。

## 生涯
フィリップスバーグ高等学校卒業。第二次世界大戦での従軍から復員した後に化学工場の従業員となり、本業の傍ら「レッド・マスカラ」のペンネームで1956年にテレビ番組“Name That Tune”の主題歌として使われた“Seek, Seek, Seek”などの楽曲を作成した。
ニュージャージー州では1930年代から様々な楽曲が州歌の候補曲として提案されて来たが、地域や党派の対立を主な理由として全米の50州では唯一、今日まで州歌の制定が実現していないままとなっている。マスカラは母校の先輩で1954年にニュージャージー州知事となった民主党のロバート・B・メイナーを熱心に支持していたが、メイナーがニュージャージー州の州歌制定が実現していないことを嘆息していると知り、1960年に“I'm From New Jersey”（我、ニュージャージーより来たり）を書き下ろした。“I'm From New Jersey”を正式な州歌とする議案はメイナーの後継で知事に就任したリチャード・J・ヒューズ知事の時代に州議会へ提出されたが審議はなかなか進まず、1972年にようやく州議会の上下両院を通過した。ところが、1969年の知事選挙でヒューズの引退後に知事復帰を目指して立候補したメイナーを破った共和党のウィリアム・T・ケイヒルは“I'm From New Jersey”を州歌として制定する議案への署名に拒否権を発動し、正式な州歌としての制定は実現しなかった。
ケイヒルの引退後、マスカラは“I'm From New Jersey”を正式な州歌とするよう州議会議員へのロビー活動を積極的に行うようになる。1960年に曲が完成してから半世紀余りの間に“I'm From New Jersey”をニュージャージー州歌とする議案は州議会に6回提出され、内3回は上院で可決された。しかし、1979年には民主党のブレンダン・バーン知事が2度目の上下両院通過を経た議案を「州の住民に浸透していない」との理由で拒否権を発動し、1980年には上院を通過するも下院はブルース・スプリングスティーン“Born to Run”を州歌とする議案を可決し、上下両院での一本化に至らないまま2曲とも廃案になった。このため“Born to Run”は「非公式な若人のロック州歌」とされている。
その後も2007年にはスプリングスティーンと同様にニュージャージー出身のボン・ジョヴィ“Who Says You Can't Go Home”を州歌とする議案が上程されるが、制定には至らなかった。マスカラは80歳を過ぎてもなお“I'm From New Jersey”の州歌制定を実現するためロビイストとして精力的に活動し、2014年5月にはKickstarterで当時91歳となるマスカラの半生を描いたドキュメンタリー映画作成のためのクラウドファンディングが立ち上げられた。同年秋には州議会で“I'm From New Jersey”と他の候補曲4曲で州歌制定の議案が一本化され、審議を待つ状態となっていたが2015年6月20日、マスカラは全米最後の州歌制定の実現を見届けられないまま脳卒中のため92歳で死去した。